# ヴィメルカーテ
ヴィメルカーテ（伊: Vimercate）は、イタリア共和国ロンバルディア州モンツァ・エ・ブリアンツァ県にある、人口約26,000人の基礎自治体（コムーネ）。

## 地理

### 位置・広がり
モンツァ・エ・ブリアンツァ県東部に位置するコムーネで、県都モンツァから東北東へ約8km、州都ミラノから北東へ約22km、ベルガモから西南西へ約26km、レッコから南へ約27kmの距離にある。

#### 隣接コムーネ

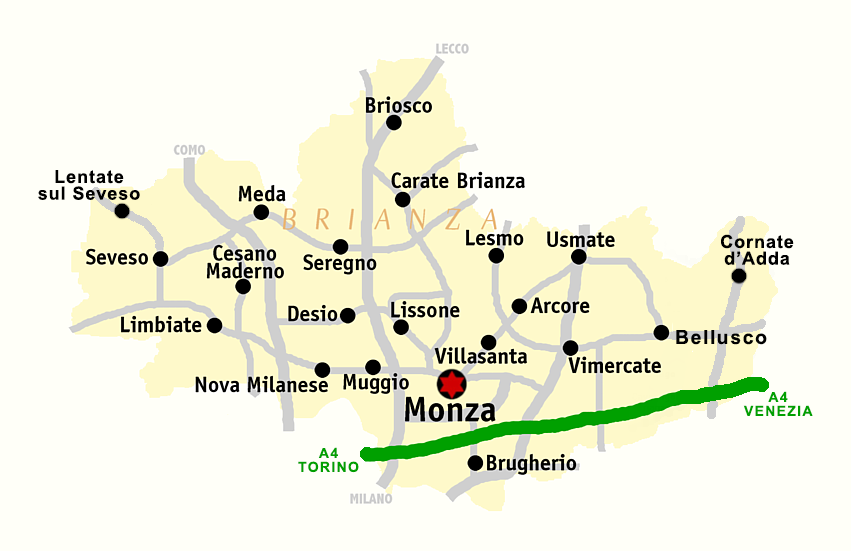
モンツァ・エ・ブリアンツァ県概略図

隣接するコムーネは以下の通り。
- ウズマーテ・ヴェラーテ - 北
- カルナーテ - 北
- ベルナレッジョ - 北東
- スルビアーテ - 北東
- ベッルスコ - 東
- オルナーゴ - 南東
- ブラーゴ・ディ・モルゴラ - 南
- アグラーテ・ブリアンツァ - 南
- コンコレッツォ - 南西
- アルコレ - 北西

### 気候分類・地震分類
気候分類では、zona E, 2404 GGに分類される。
また、イタリアの地震リスク階級 (it) では、zona 3 (sismicità bassa) に分類される。

## 行政

### 分離集落
ヴィメルカーテには、以下の分離集落（フラツィオーネ）がある。
- Oreno, Ruginello, Velasca

## 人物

### 著名な出身者
- ジャン・ジャコモ・カプロッティ（アンドレア・サライ） - ルネサンス期の画家、レオナルド・ダ・ヴィンチの弟子